# Tilforordnet vælger
En tilforordnet vælger (også kaldet valgtilforordnet) er en person, der varetager en række opgaver på et valgsted ved valg eller folkeafstemning. Regler for valghandlingen er fastlagt af Økonomi- og Indenrigsministeriet. 
I hver opstillingskreds vælger kommunalbestyrelsen en valgbestyrelse. Valgbestyrelsen skal sørge for fremstillingen af stemmesedler og opslag, modtager indberetninger fra grovtællingen på de enkelte valgsteder og afgør om disse er tilfredsstillende eller skal tælles om, og har ansvaret for fintællingen dagen efter valghandlingen og indsendelse af valgbogen til ministeriet.
På det enkelte valgsted udføres de fleste opgaver af tilfordnede vælgere. Ved hvert valgsted vil der også være mellem fem og ni valgstyrere, som skal sikre, at afstemningen går rigtigt for sig. Antallet af valgstyrere fastlægges af kommunalbestyrelsen, og valgstyrerposterne fordeles som hovedregel mellem indstillede tilforordnede fra de opstillede partier. Formanden for valgstedet benævnes valgstyrerformand og udpeges af kommunalbestyrelsen blandt valgstedets valgstyrere. Desuden optræder valgstyrersekretærer, som er ansatte fra kommunens administration. 

## Arbejdsopgaver
- Tilforordnede vælgere udfører kontrol af vælgerens valgkort, registrerer vælgerens fremmøde i valgbogen og stiller kontrolspørgsmål, fører løbende kontroloptælling mellem valgbogen og antallet af indleverede valgkort, kontrollerer at alle stemmesedler lægges i stemmeurnen, besvarer tvivlsspørgsmål fra vælgere, og assisterer ved stemmeafgivning fra gangbesværede vælgeres biler eller ved stemmeafgivning fra funktionsnedsatte vælgere, særligt blinde. Tilforordnede vælgere kontrollerer desuden at den hemmelige stemmeafgivning respekteres, herunder at stemmeafgivning ikke optages eller er synlig for andre, og at der kun befinder sig en vælger i stemmeboksen, med mindre der er tale om personer med funktionsnedsættelse ledsaget af en hjælper. Ligeledes er det tilladt for vælgeren at være ledsaget af dennes mindre børn. Efter stemmeafgivningens afslutning udgør de tilforordnede vælgere hovedparten af de personer, der udfører stemmeoptællingen på valgaftenen.  Tilforordnede vælgere og valgstyrere er i stort omfang indstillet af de politiske partier suppleret af øvrige borgere, der har tilmeldt sig som tilforordnet vælger via. kommunens hjemmeside. Tilforordnede vælgere skal have stemmeret til valget og være bosat i den kommune, hvori valgstedet er beliggende. Det er muligt at være tilforordnet i et andet valgsted i kommunen, end det vælgeren selv tilhører.

- Valgstyrere udfører samme opgaver som de tilforordnede vælgere, og underskriver sammen med valgstyrerformanden valgbogen, der opregner grovtællingens resultat. Valgstyrere medvirker desuden i løbende kontrol af de tilforordnedes arbejde, sikrer at der ikke foregår valgagitation i lokalet og medvirker i kontrollen af tvivlsomme stemmesedler under optællingen. Valgstyrerne er i stort omfang sammensat af personer indstillet af forskellige partier, således at valgbogen underskrives af en personkreds, der er bredt politisk sammensat.

- Valgstyrerformanden har ansvaret for valgstedets arbejde. Valgstyrerformanden holder den officielle tale, der markerer valgstedets åbning, og markerer ligeledes valghandlingens afslutning. I forbindelse med åbningstalen fremviser de tilforordnede stemmeurnerne til de fremmødte vælgerne, så disse kan se, at urnerne er tomme før valghandlingens begyndelse. Efter valgstedet har afsluttet en grovtælling af de afgivne stemmer fordelt på parti, underskriver valgstyrerne og valgstyrerformanden valgbogen.

- Valgsekretærer er normalt ansatte fra kommunens administration og forestår optælling af stemmeblanketter før valghandlingen begynder, fører løbende regnskab med antallet af udleverede stemmeblanketter til de enkelte valgborde, assisterer vælgere med manglende valgkort, laver kontrolopslag på de fremmødte som ikke fremgår af valgbogen, f.eks. ved tilflytning kort før valget, eller hvis personen allerede har brevstemt. Valgsekretærerne fører regnskab med stemmesedler, hvor vælgeren ombestemmer sig før stemmen er afleveret i stemmeurnen, kontrollerer tvivlsomme stemmesedler under optællingen, indberetter optællingens resultat til valgbestyrelsen, medbringer brevstemmer til valgstedet og transporterer stemmesedler og valgbog til kommunens lokale hvor fintællingen foregår.

Fintælling af stemmer på personniveau udføres normalt af ansatte fra kommunens administration dagen efter afstemningen. Efter godkendelse af optællingen fra den af kommunalbestyrelsen nedsatte valgbestyrelse, indsender kommunen resultatet til Økonomi- og Indenrigsministeriet.
Der er særlige regler, såfremt en kandidat eller en person nærtstående til en kandidat deltager som tilforordnet. I så fald må personen ikke deltage i den del af optællingen, vedkommende har en særlig interesse i, dvs. personens eget parti og fordelingen internt på dette partis liste. Personen må heller ikke deltage i brevstemmekontrol eller ved assistance til vælgere.
Tilforordnede vælgere og valgstyrere modtager en diæt for arbejdet. Beløbet fastsættes af kommunens valgbestyrelse, er B-skattepligtigt og indberettes af kommunen til Skat. I nogle partier er det tradition, at partiets tilforordnede medlemmer afleverer en del af dette vederlag til partikassen. Årsagen til denne tradition er, at partierne ikke må føre valgkamp for folkeoplysningsmidler fra kommunen, men kun må benytte indsamlede midler til valgkampsformål.